# Éric de Lorraine-Vaudémont
Éric de Lorraine-Vaudémont (* 14. März 1576 in Nancy, Herzogtum Lothringen; † 27. April 1623 ebenda), Graf von Vaudémont, war Bischof von Verdun und Halbbruder von Louise de Lorraine-Vaudémont, Ehefrau des französischen Königs Heinrich III.

## Biografie
Éric de Lorraine wurde am 14. März 1576 in Nancy als Sohn von Nicolas de Lorraine, duc de Mercœur, und dessen dritter Frau Catherine de Lorraine geboren; er war das jüngste der 15 Kinder von Nicolas. Am 31. März 1588 wurde ihm die Abtei St. Hydulphe in Moyenmoutier übertragen. Er war auch der Kommendatarabt des Klosters St. Vanne in der Nähe von Verdun. Am 24. April 1593 wurde er im Alter von nur siebzehn Jahren zum Bischof von Verdun ernannt.
1605 wurde Éric in einen Skandal verwickelt. Er verliebte sich in eine Frau und heiratete sie. Éric wurde am 19. Dezember 1605 suspendiert und anschließend vor das Tribunal der Inquisition gestellt. Zur Strafe wurde er zu den Jesuiten von Pont-à-Mousson verbannt. Zu seiner Verteidigung behauptete er, er sei verhext worden. Infolgedessen wurde Éric exorziert, bevor er 1608 wieder in seiner Diözese eingesetzt wurde.
1610 verzichtete er zugunsten seines Neffen Karl auf sein Amt als Bischof von Verdun und zog sich zu den Kapuzinern zurück. Er starb am 27. April 1623 in Nancy. Zunächst wurde er in der Kirche des Kapuzinerklosters von Varangéville beigesetzt. 1792 wurden seine sterblichen Überreste in die Kirche St-François-des-Cordeliers in Nancy überführt.